# Ла-Пуебла-де-лос-Інфантес
Ла-Пуебла-де-лос-Інфантес (ісп. La Puebla de los Infantes) — муніципалітет в Іспанії, у складі автономної спільноти Андалусія, у провінції Севілья. Населення — 3221 особа (2010).
Муніципалітет розташований на відстані близько 330 км на південний захід від Мадрида, 70 км на північний схід від Севільї.

## Демографія
Динаміка населення (INE ):